# Construcionismo (pedagogia)

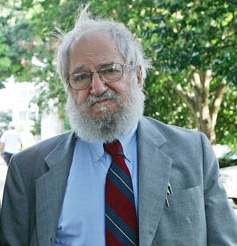
Seymour Papert

O construcionismo é uma teoria proposta por Seymour Papert, e diz respeito à construção do conhecimento baseada na realização de uma ação concreta que resulta em um produto palpável, desenvolvido com o concurso do computador, que seja de interesse de quem o produz. 
A esse termo frequentemente se associa o adjetivo contextualizado, na perspectiva de destacar que tal produto - seja um texto, uma imagem, um mapa conceitual, uma apresentação em slides - deve ter vínculo com a realidade da pessoa ou com o local onde será produzido e utilizado.
O construcionismo implica numa interação aluno-objeto, mediada por uma linguagem de programação, como é o caso do Logo.

## Definição
Na obra A Máquina das Crianças (1980), Seymour Papert contrapõe instrucionismo e construcionismo. O autor afirma que o primeiro baseia-se na premissa de que a melhor maneira de aprender sobre "X" é ser ensinado sobre "X". Ao passo que o construcionismo procura proporcionar a maior aprendizagem a partir do mínimo de ensino.

### Construcionismo Crítico
Esse construcionismo não deve ser confundido com o construcionismo social , expressão que passou a designar o movimento de crítica à Psicologia Social “modernista” e que tem em Kenneth Gergen a sua principal referência teórica. O termo também é trabalhado em uma perspectiva denominada crítica, onde Alípio de Souza, professor de Ciências Sociais da Universidade Federal do Rio Grande do Norte e colaborador do programa de pós graduação em Filosofia na mesma universidade, propõe o construcionismo crítico como uma vocação das ciências humanas, tomando a realidade como construto social passível de uma abordagem geral por diversos teóricos que partilham desse preceito comum, a realidade se constrói socialmente mediante o concurso da ação humana.